# Open bloedsomloop
Een open bloedsomloop is de gangbare vorm van bloedcirculatie bij een aantal geleedpotigen, zoals insecten en spinnen.
In tegenstelling tot de gesloten bloedsomloop zoals voorkomt bij de gewervelden, kan het bloed in delen van het lichaam vrij door het lichaamsweefsel vloeien. Slechts in delen van de open bloedsomloop wordt het bloed in kanaaltjes geleid, bijvoorbeeld om het langs de ademhalingsorganen te voeren zodat het bloed van zuurstof kan worden voorzien.